# 路德维希斯卢斯特-帕尔希姆县
路德维希斯卢斯特-帕尔希姆县（德語：Landkreis Ludwigslust-Parchim）是德國梅克伦堡-前波美拉尼亚州西南部的县，在2011年梅克伦堡-前波美拉尼亚州的县改革中由路德维希斯卢斯特县和帕尔希姆县合并而成，县治是帕尔希姆。

## 外部連結
- 路德维希斯卢斯特-帕尔希姆县 （页面存档备份，存于）